# NGC 4295
NGC 4295 é uma galáxia lenticular (S0) localizada na direcção da constelação de Coma Berenices. Possui uma declinação de +28° 09' 56" e uma ascensão recta de 12 horas, 21 minutos e 09,7 segundos.
A galáxia NGC 4295 foi descoberta em 6 de Abril de 1864 por Heinrich Louis d'Arrest.